# 모바그 피라냐

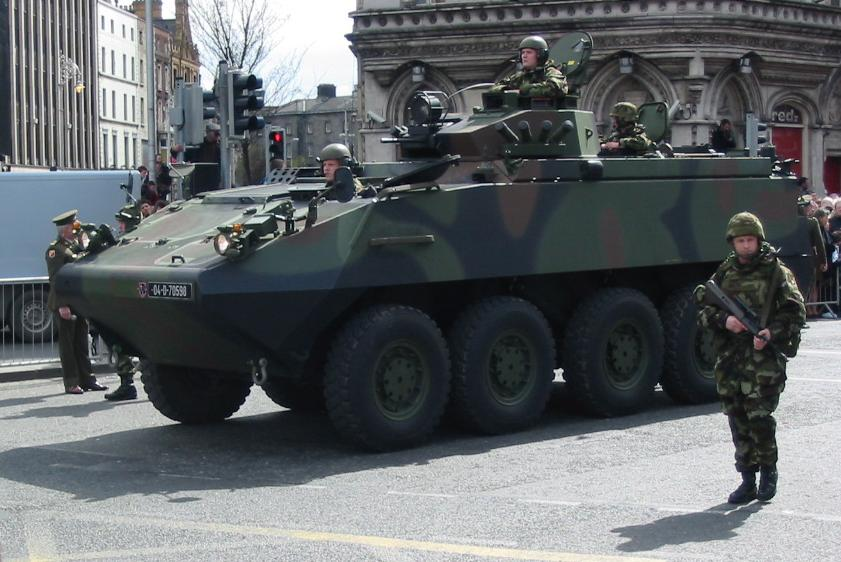
아일랜드 육군의 모바그 피라냐 IIIH APC (12.7 mm 기관포 장착)

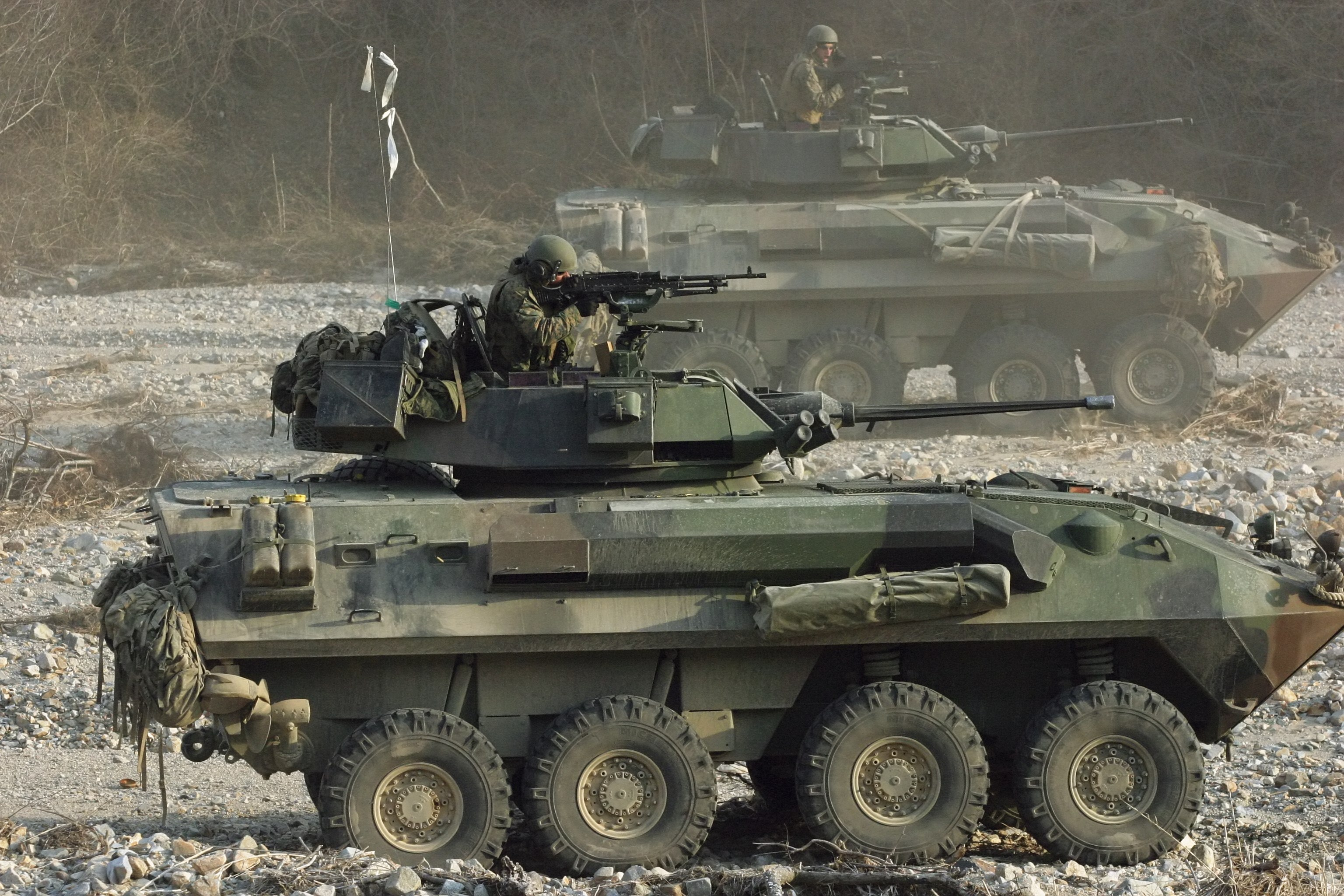
미국 해병대의 LAV-25. 피라냐 개량형이다.

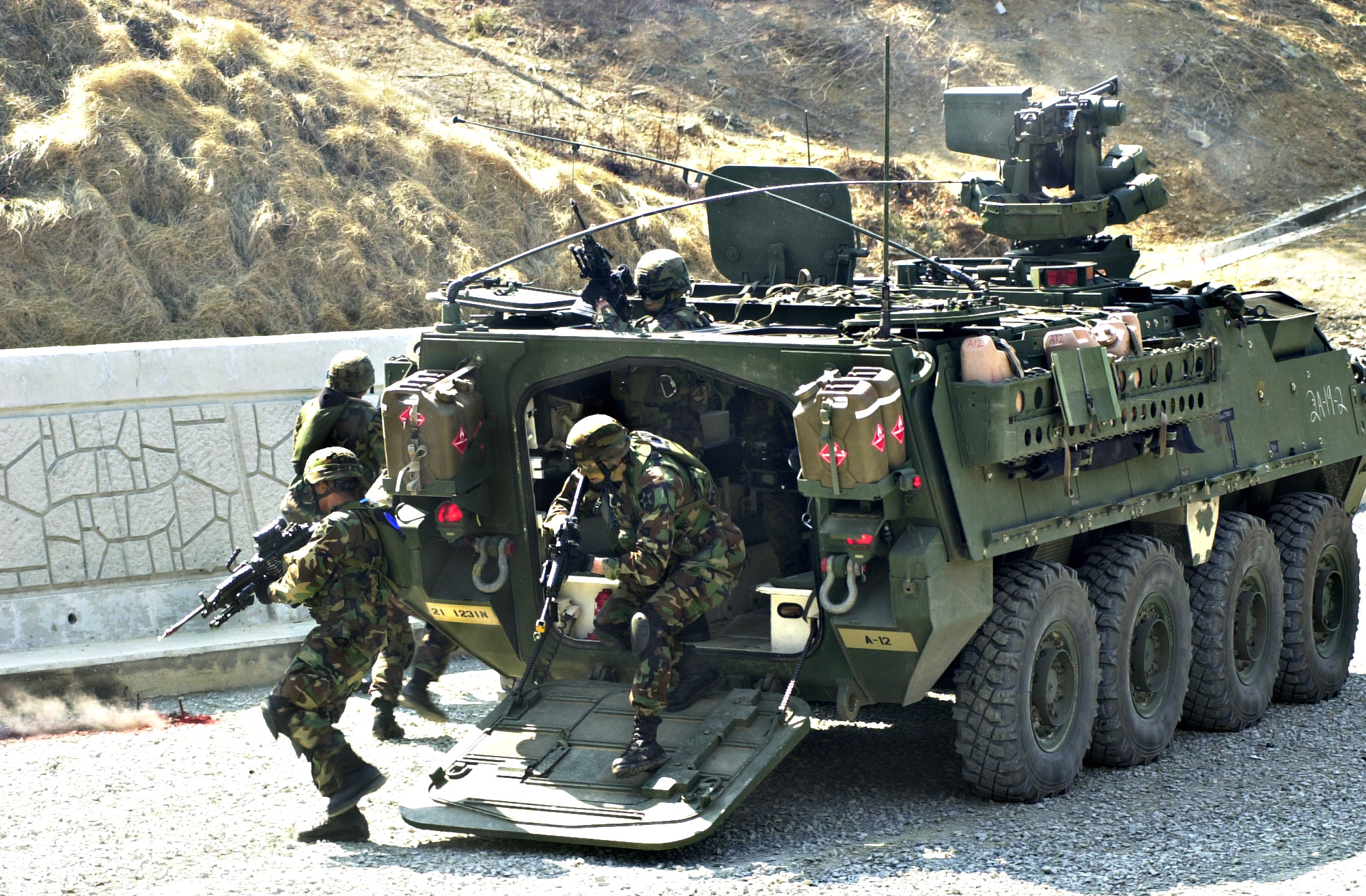
2005년 한미연합훈련중인 미국 육군의 스트라이커 장갑차. 피라냐 개량형이다.

모바그 피라냐(Mowag Piranha)는 스위스 모바그사가 제작한 장갑차이다. 2003년 모바그는 미국 제너럴 다이내믹스에 인수합병되었다.
2002년 미국 육군이 피라냐 장갑차를 개량한 스트라이커 장갑차를 실전배치하여, 전세계에 유명해졌다.